# Glen Campbell: I’ll Be Me
Glen Campbell: I’ll Be Me ist ein US-amerikanischer Dokumentarfilm von James Keach über den Country-Sänger Glen Campbell aus dem Jahr 2014. Der Film hat für seine Titelmusik unter anderem einen Grammy Award gewonnen und war für einen Oscar nominiert. Insgesamt wurde das Werk fünffach ausgezeichnet und war für 12 weitere Filmpreise nominiert.

## Inhalt
Der Film begleitet Glen Campbell bei seiner Abschiedstournee über mehr als ein Jahr bei 151 Konzerten ab Herbst 2011, nachdem im Sommer dieses Jahres seine Alzheimer-Diagnose bekanntgegeben worden war. Die Filmcrew war dabei sowohl während der Tournee als auch im privaten Umfeld Campbells tätig. Der Film zeigt etwa, wie Campbell ein privates Video mit einer seiner Ehefrauen sieht und sich nicht an sie erinnert. Darüber hinaus kommen neben Pressestimmen auch seine Ärzte zu Wort, die im Vorfeld der Konzertreihe konsultiert werden. Unterlegt sind die aktuellen Geschehnisse mit Archivaufnahmen seines Lebens.
Bei den Aufnahmen von seinen Auftritten während der Tournee wird deutlich, dass bereits einige kognitive Einschränkungen vorliegen.
Der Film möchte als Appell an eine intensivierte Suche nach einer Heilung verstanden werden.

## Soundtrack
Begleitend zum Film wurde Campbells letzte Studioaufnahme „I’m Not Gonna Miss You“ als Teil des Soundtracks veröffentlicht. Dieser Titel war bei der Oscarverleihung 2015 in der Kategorie „bester Soundtrack“ nominiert und wurde mehrfach mit anderen Preisen ausgezeichnet. Zusammen mit „I’m Not Gonna Miss You“ wurden vier weitere Lieder veröffentlicht:
- „Gentle on My Mind“
- „Home Again“
- „Wichita Lineman“
- „A Better Place“

Der gesamte Soundtrack umfasste dann zehn Titel, die zum Teil mit der Studioband The Wrecking Crew eingespielt wurden.

## Auszeichnungen (Auswahl)
Gewonnen
- Nashville Film Festival 2014: „Grand Jury Prize“ für James Keach
- Phoenix Film Critics Society Award 2014: Kategorie Best Documentary
- Vancouver International Film Festival 2014: „Most Popular International Documentary Film“
- Edmonton International Film Festival 2014: Kategorie Outstanding Biography
- Grammy Award 2016: Kategorie Best Compilation Soundtrack for Visual Media

Nominierungen (Auswahl)
- San Diego Film Critics Society Award 2014: „SDFCS Award“
- Satellite Award 2014: Kategorie Best Motion Picture, Documentary
- Motion Picture Sound Editors 2015: „Golden Reel Award“ für Milos Zivkovic, Elisa Bonora, Brooke Wentz & Alice Wood in der Kategorie Best Sound Editing – Feature Documentary
- Grammy Award 2015: Kategorie Best Song Written for Visual Media
- Oscar 2015: Kategorie Best Achievement in Music Written for Motion Pictures, Original Song für Glen Campbell und Julian Raymond